# Paul-Ehrlich-Stiftung
Die Paul Ehrlich-Stiftung ist eine rechtlich unselbstständige Stiftung der Vereinigung von Freunden und Förderern der Johann Wolfgang Goethe-Universität Frankfurt am Main e. V. mit Sitz in Frankfurt am Main. Ehrenpräsident der 1929 von Hedwig Ehrlich, der Witwe Paul Ehrlichs (1854–1915), eingerichteten Stiftung ist Peter Strohschneider, ehemaliger Präsident der Deutschen Forschungsgemeinschaft. Er beruft die gewählten Mitglieder des Stiftungsrats und des Kuratoriums.
Zweck der Paul Ehrlich-Stiftung ist es, die geistige Tradition und das Andenken Paul Ehrlichs zu pflegen, besonders durch die Auszeichnung in- und ausländischer Wissenschaftler, die auf den von Paul Ehrlich bearbeiteten Gebieten der Immunologie, der Krebsforschung, der Hämatologie, der Mikrobiologie und der Chemotherapie hervorragende Leistungen vollbracht haben.
Dem Kuratorium der Paul Ehrlich-Stiftung obliegt es laut Satzung, „alle zur Erreichung des Stiftungszweckes geeigneten Maßnahmen zu beschließen,“ sofern nicht der Stiftungsrat zuständig ist. Dem Stiftungsrats gehören 15 national und international renommierte Wissenschaftler an. Seine einzige Aufgabe ist es, die Preisträger des mit 120.000 Euro dotierten Paul Ehrlich- und Ludwig Darmstaedter-Preises auszuwählen. Finanziert wird dieser Preis je zur Hälfte durch zweckgebundene Spenden von Unternehmen und durch das Bundesministerium für Gesundheit. Vorsitzender des Stiftungsrates ist seit Anfang 2018 der Immunologe Thomas Boehm, Direktor am Max-Planck-Institut für Immunbiologie und Epigenetik in Freiburg im Breisgau.
Der Vorsitzende der Förderervereinigung ist von Amts wegen Mitglied des Stiftungsrats, ebenso der Dekan des Fachbereichs Medizin der Goethe-Universität und der Bundesgesundheitsminister oder ein von ihm benannter Vertreter. Der Präsident der Frankfurter Universität ist in dieser Eigenschaft Mitglied des Kuratoriums der Paul Ehrlich-Stiftung, ebenso der Vorsitzende der Stiftung Georg-Speyer-Haus und der Ministerpräsident des Landes Hessen als Ehrenvorsitzender.

## Verwechslungsmöglichkeit
- Paul Ehrlich – Günther Schwerin – Human Rights Award, ein Preis der Anti-Defamation League (ADL).